# Oscar Niemann
Oscar Karl Paul Gottfried Niemann (* 13. Mai 1861 in Hannover; † 17. August 1893 in Nervi, Italien) war ein deutscher Sänger, Komponist und Porträtmaler.

## Leben
Oscar Niemann war der Sohn des Opernsängers Albert Niemann (1831–1917) aus dessen 1859 geschlossener Ehe mit der Schauspielerin Marie Seebach (1829–1897). Nach der Scheidung 1868 erhielt Marie Seebach das alleinige Erziehungsrecht und zog mit ihrem Sohn nach Frankfurt am Main, wo Oscar Niemann auf dem „Hasselschen Institut“ eingeschult wurde. 1870 wurde der Schulbesuch zunächst unterbrochen, da seine Mutter ihn auf ihre halbjährige USA-Tournee mit der „Marie-Seebach-Compagnie“ mitnahm. Ab 1871 besuchte er das Vitzthumsche Gymnasium in Dresden, ab 1875 eine reformpädagogisch geführte Internatsschule in Gumperda bei Jena und ab 1877 das Neustädtische Gymnasium in Dresden, 1879 verließ er die Schule mit dem Zeugnis als „Einjährig-Freiwilliger“.
Im Oktober des Jahres verließ er Deutschland, um in Mailand bei dem bekannten Pädagogen Francesco Lamperti ein Gesangsstudium aufzunehmen. Er sang dann an verschiedenen Theatern des deutschen Sprachraums, besonders Partien aus dem Charakter- und dem Buffofach. Konzertreisen führten ihn u. a. auch nach London. Ein Engagement am Deutschen Landestheater Prag führte 1889 zur Teilnahme an der Russland-Tournee des reisenden Richard-Wagner-Theaters unter Angelo Neumann. Bei Auftritten in St. Petersburg, Moskau und Kiew – es wurde der vollständige Ring-Zyklus gegeben – sang Oscar Niemann den „Mime“ im Rheingold und im Siegfried.
Neben seinem Wirken als Sänger war er auch als Komponist tätig, so schrieb er sechs Spielmannslieder zu Texten von Rudolf Baumbach, die 1889 bei Bote & Bock in Berlin erschienen. Nach Studien bei dem deutsch-englischen Maler Hubert von Herkomer betrieb er mit großem Erfolg die Porträtmalerei. Ein Selbstbildnis Oscar Niemanns ist erhalten und befindet sich im „Haus Marie“ des „Marie-Seebach-Stifts“ in Weimar.
Die Karriere des Sängers währte nur kurz, nach längerer Krankheit – eine mehrere Monate anhaltende Lungenentzündung entwickelte sich zur Tuberkulose – starb er 1893 im Alter von 32 Jahren.
Oscar Niemanns Halbbrüder aus der zweiten Ehe seines Vaters mit der Schauspielerin Hedwig Raabe waren der Pädiater Albert Niemann und der Maler und Kunstwissenschaftler Gottfried Niemann.